# Joan Sardà i Lloret

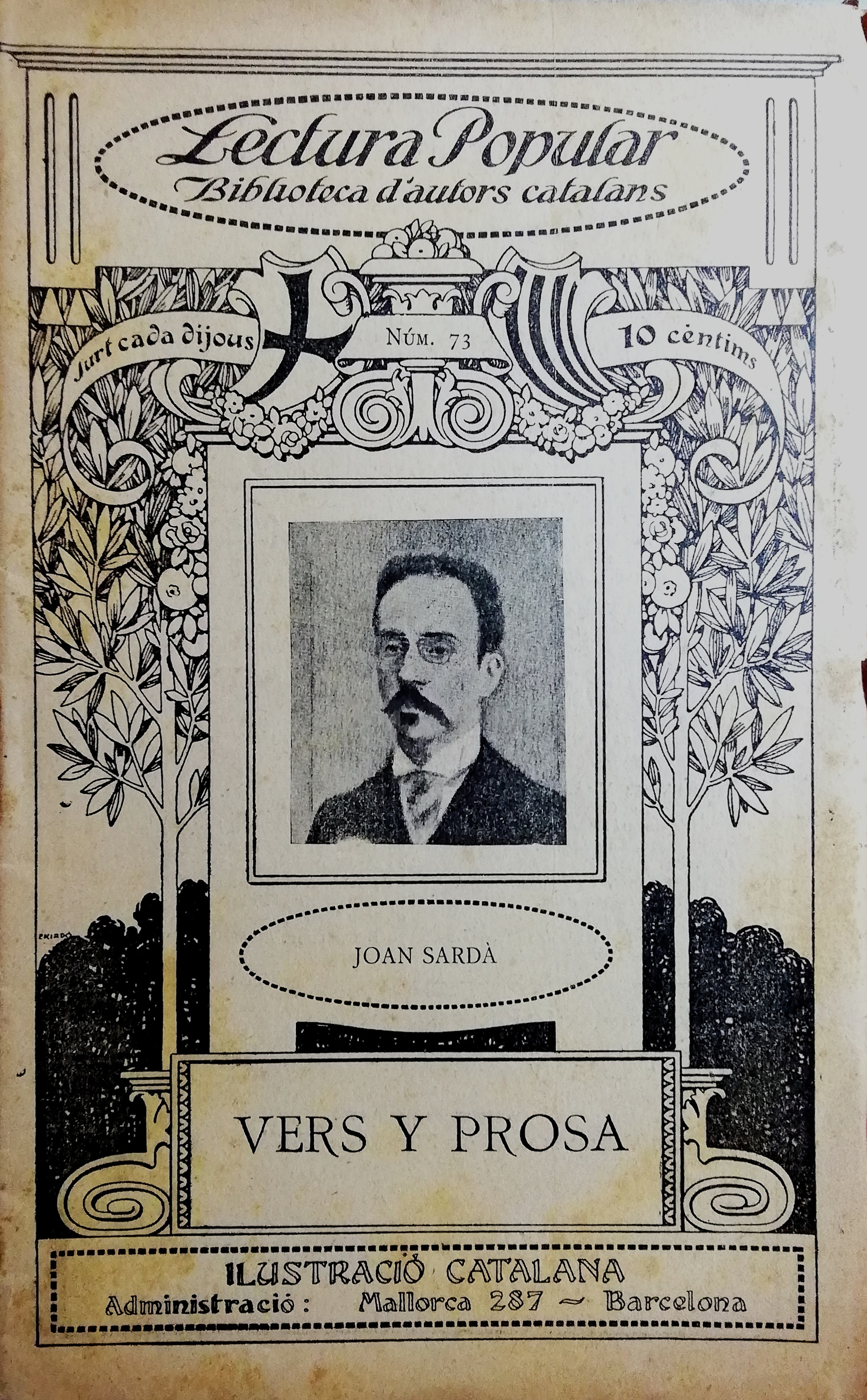
Antologia de versos i textos de Joan Sardà publicats cap a l'any 1914 per Lectura Popular Biblioteca d'autors catalans de la Il·lustració Catalana

Joan Sardà i Lloret (Sant Quintí de Mediona, l'Alt Penedès, 16 de juliol de 1851 - Barcelona, 4 de desembre de 1898) fou un traductor i crític literari, pare de Francesc Sardà i Ladico i avi de Joan Sardà i Dexeus.
Va estudiar dret a la Universitat de Barcelona, especialitzant-se en dret mercantil. Va ser traductor d'autors com Horaci o Victor Hugo i va compondre alguns poemes entre els quals destaquen Àrdua Sentenza (1880), poema en el qual s'exposa la crisi del romanticisme. Va iniciar les seves activitats com a crític literari a La Renaixença el 1871. Més tard va col·laborar a L'Avenç, La Ilustració Catalana, L'Espanya Regional i L'Espanya Moderna així com al diari La Vanguardia.
El 1882 va escriure el pròleg i va realitzar la traducció de l'obra Nabab d'Alphonse Daudet, considerat com a la seva acceptació del naturalisme del que valorava especialment els aspectes literaris, posició que va influir en l'obra d'escriptors com Narcís Oller. Malgrat el seu acostament al naturalisme, va ser crític amb l'exclusivitat temàtica d'aquest estil, així com amb el menyspreu per la narració i els detalls que caracteritzen a aquest estil literari.
Va realitzar diversos estudis sobre les obres d'autors com Joaquim Rubió i Ors o Pau Piferrer i Fàbregas. L'arribada del modernisme va portar Sardà a retirar-se cada vegada més de l'activitat pública. El 1897 va dedicar un estudi a l'obra de Josep Yxart i de Moragas, mort poc abans. El 1914 es van publicar en tres volums les seves obres de poesia i traducció, així com una selecció d'alguns dels seus estudis crítics (Obres escollides).
Joan Maragall va escriure un estudi necrològic sobre ell, llegit a l'Ateneu Barcelonès el desembre de 1899.